# Multiplex COLOR DAB+
Multiplex COLOR DAB+ je regionálním multiplexem digitálního rozhlasového vysílání DAB+ v České republice, ve kterém vysílají komerční rádia. Provozuje ho společnost JOE Media s.r.o.
Multiplex je plně regionalizovatelný a je rozdělen do 4 regionů:
| Region           | Ensemble ID | Label          |
| ---------------- | ----------- | -------------- |
| Jižní Čechy      | 0x2107      | COLOR DAB+ JC  |
| Praha            | 0x2117      | COLOR DAB+ PHA |
| Plzeňský kraj    | 0x2127      | COLOR DAB+ PLZ |
| Karlovarský kraj | 0x2137      | COLOR DAB+ KVA |

## Rozhlasové stanice v multiplexu
| Stanice            | logo | Název            | Název krátký | Bitová rychlost | Mód zvuku | Kodek     | Ochrana | ID | SID  |
| ------------------ | ---- | ---------------- | ------------ | --------------- | --------- | --------- | ------- | -- | ---- |
| Americana Radio    |      | Americana Radio  | American     | 64 kbit/s       | Stereo    | HE-AAC v2 | EEP 2-B | 12 | 2FBB |
| Classic Praha      |      | Classic Praha    | Classic      | 128 kbit/s      | Stereo    | AAC-LC    | EEP 2-B | 16 | 244A |
| Color Music Radio  |      | COLOR MusicRadio | COLOR        | 96 kbit/s       | Stereo    | HE-AAC v1 | EEP 3-A | 1  | 2442 |
| DAB Test HQ        |      | DAB Test HQ      | TestHQ       | 128 kbit/s      | Stereo    | HE-AAC v1 | EEP 3-A | 25 | 2F75 |
| DAB Test LQ        |      | DAB Test LQ      | TestLQ       | 64 kbit/s       | Stereo    | HE-AAC v2 | EEP 3-A | 22 | 2F77 |
| Expres FM          |      | Expres FM        | ExpresFM     | 96 kbit/s       | Stereo    | HE-AAC v1 | EEP 3-A | 4  | 203B |
| Hey Radio          |      | HEY Radio        | HEYRadio     | 96 kbit/s       | Stereo    | HE-AAC v1 | EEP 3-A | 2  | 24F8 |
| Rádio Sázava       |      | 'Rádio SÁZAVA    | SÁZAVA       | 72 kbit/s       | Stereo    | HE-AAC v2 | EEP 3-A | 13 | 2FBA |
| Black Hornet Radio |      | Black Hornet     | BHornet      | 64 kbit/s       | Stereo    | HE-AAC v2 | EEP 2-B | 17 | 2FD1 |
| Musiconly          |      | MUSICONLY        | MUSICONL     | 96 kbit/s       | Stereo    | HE-AAC v1 | EEP 3-A | 7  | 2F77 |
| ZUN rádio          |      | ZUN radio        | ZUN          | 72 kbit/s       | Stereo    | HE-AAC v1 | EEP 2-A | 20 | 2F76 |

## Vysílače multiplexu
Multiplex je šířen z následujících vysílačů:
| Vysílač                      | Kanál | Kmitočet    | Výkon (ERP)               | Polarizace |
| ---------------------------- | ----- | ----------- | ------------------------- | ---------- |
| Praha / Strahovský stadion   | 6A    | 181,936 MHz | 5 kW                      | vertikální |
| České Budějovice / B.Němcové | 9C    | 206,352 MHz | 800 W (dočasně, pak 2kW)  | vertikální |
| Plzeň / Černice              | 12B   | 225,648 MHz | 300 W (dočasně, pak 1 kW) | vertikální |
| Karlovy Vary / Dvořákova     | 6A    | 181,936 MHz | 300 W (dočasně, pak 1 kW) | vertikální |